# Chacho Brodas
Chacho Brodas és un grup de rap originari de Barcelona format el 2007. Es caracteritza per un rap molt nou a Espanya, fortament influenciat pel funk nord-americà i les ganes d'experimentació.

## Biografia
El grup va ser format per Griffi i per al seu primer àlbum, Los Impresentables, ha comptat amb la col·laboració Lil Trappy, Tremendo, Quiroga, Tote King, Aqeel, P. Brava, Shotta, Mala Rodríguez i Gordo Màster.

## Discografia
- Los Impresentables, 2007[3]
- Remixtape Pum Classics, 2007.
- Strictly Jabugo, 2008
- Date Cuenta, 2009.
- Prozak, 2012.[4]